# Kolotoč humoru
Střihový film Kolotoč humoru vznikl roku 1954 a jsou v něm sestříhány tři filmy Vlasty Buriana.

## Děj
Jde o první střihový film o Vlastu Burianovi, obsahuje nejlepší scény z filmů: Funebrák, Ducháček to zařídí a U pokladny stál.

## Poznámka
Celkem vznikly čtyři střihové filmy s Vlastou Burianem (následovaly: 1958 Vlasta Burian, 1963 Král komiků, 1987 Portrét krále komiků), což je celosvětový rekord v počtu filmů věnovaných jednomu herci. Film byl původně vytvořen proto, aby připomněl nejlepší scény z Burianových předválečných filmů, o nichž se na počátku 50. let tvrdilo, že nejsou vhodné k promítání. Nakonec se promítal nejen tento střihový film, ale záhy i filmy, z nichž byl sestříhán.

## V hlavní roli
Vlasta Burian (sestřih nejlepších rolí z archivu)

## Autorský tým
- Námět, scénář a režie: Miroslav Josef Krňanský a Bohumil Brejcha
- Výroba: Československý státní film

## Technické údaje
- Rok výroby: 1954
- Premiéra: 18. prosince 1954
- Zvuk: zvukový
- Barva: černobílý
- Délka: 94 minut
- Druh filmu: střihový, dokument, komedie
- Země původu: Československo
- Jazyk: Čeština